# 26990 Culbertson
26990 Culbertson è un asteroide della fascia principale. Scoperto nel 1997, presenta un'orbita caratterizzata da un semiasse maggiore pari a 2,9777002 UA e da un'eccentricità di 0,1166589, inclinata di 11,27678° rispetto all'eclittica.